# Batú Kan

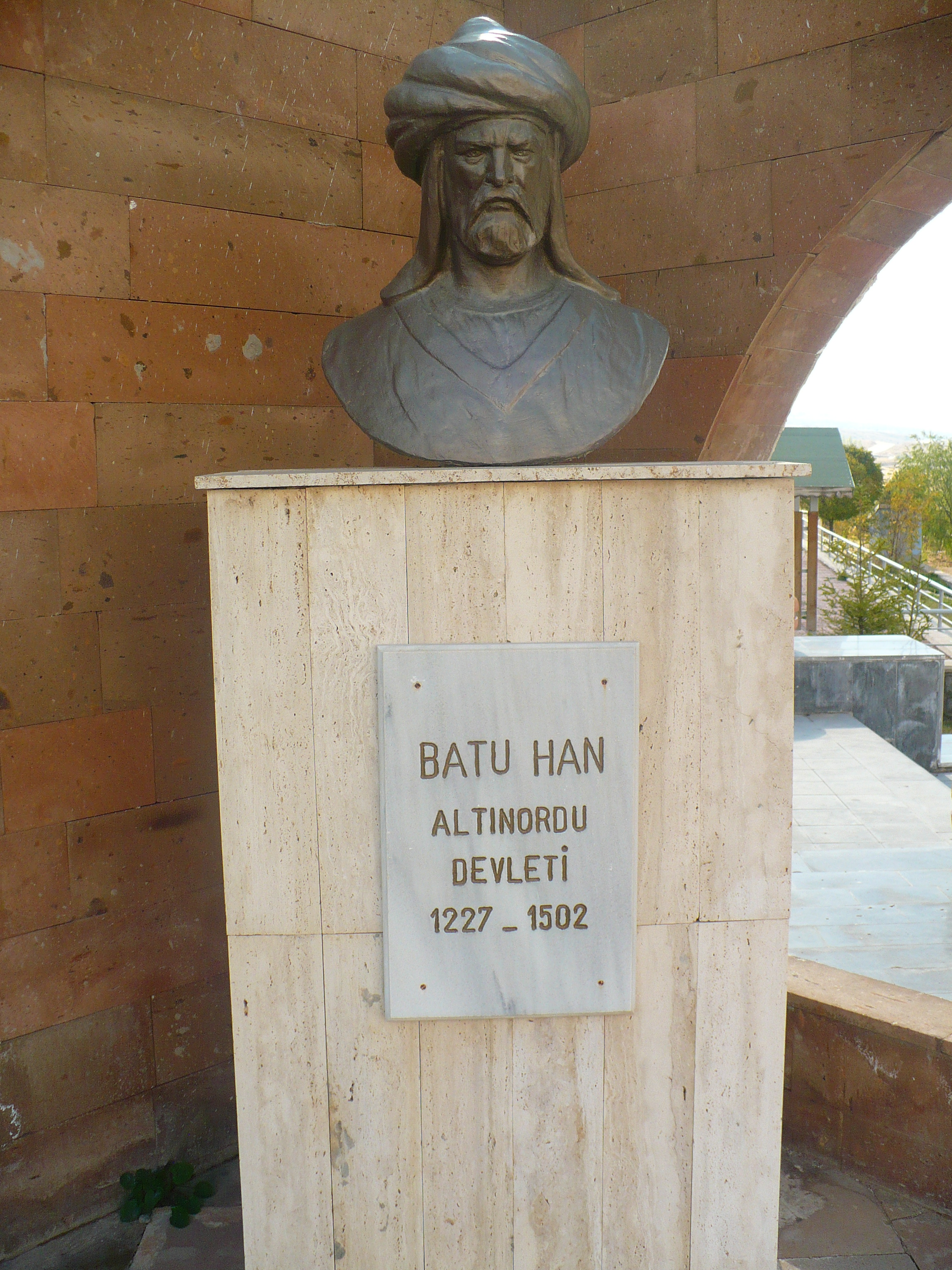
Batú Kan

Batú Kan (en tártaro: Бату хан;) (aprox.1205-1255) fue un gobernante mongol, fundador de la Horda Azul, hijo de Jochi y nieto de Gengis Kan. Su Horda Azul se convirtió en la Horda de Oro (o Kanato Cumano), que gobernó Rusia durante 250 años, tras derrotar a los ejércitos polacos y húngaros.

## Personalidad y aspecto
Según Giovanni da Pian del Carpine, Batu era "bastante amable con los suyos, pero es muy temido por ellos. Es, sin embargo, muy cruel en la lucha; es muy astuto y extremadamente astuto en la guerra, porque ha estado haciendo la guerra durante mucho tiempo." Guillermo de Rubruck lo describió como de la altura de su señor Juan de Beaumont y con toda la cara cubierta de manchas rojizas.

## Primeros años
Tras la muerte de su hijo Jochi, Genghis Khan asignó los infantazgos de Jochi a sus hijos. El Gran Khan instaló a Batú como Kan de la Horda de Oro (también conocida como Ulús de Jochi o Kanato de Kipchak). El hijo mayor de Jochi, Orda Khan, también aceptó que Batú sucediera a su padre. El hermano menor de Gengis Kan Temüge asistió a la ceremonia de coronación como representante oficial de Gengis. Cuando Gengis Kan murió en 1227, dejó 4.000 hombres mongoles a la familia de Jochi. Las tierras de Jochi se dividieron entre Batú y su hermano mayor Orda. La Horda Blanca de Orda gobernaba las tierras situadas aproximadamente entre el río Volga y el lago Baljash, mientras que la Horda Dorada de Batú gobernaba las tierras situadas al oeste del Volga.
En 1229, Ögedei envió tres tumens al mando de Kujdéi y Sundéi para conquistar las tribus del bajo río Ural. Según Abulghazi, Batú se unió a la campaña militar de Ögedei contra la dinastía Jin en el norte de China mientras su hermano menor luchaba contra los baskires, los cumanos, los búlgaros y los alanos en el oeste. A pesar de la fuerte resistencia de sus enemigos, los mongoles conquistaron importantes ciudades de los jurchens y convirtieron a los baskires en sus aliados. En la década de 1230, Ögedei distribuyó tierras en Shanxi a Batú y a la familia de Jochi, pero nombraron a sus funcionarios bajo la supervisión del gobernador imperial, e igualmente en Jorasán.

## Línea de sangre de los kanes cumanos
Aunque Gengis Kan reconoció a Jochi como su hijo, su paternidad siempre estuvo en entredicho: su madre, Börte, esposa de Gengis Kan, había sido capturada y violada y Jochi nació exactamente nueve meses después. En vida de Gengis, este asunto fue vox populi, pero era un tabú discutir públicamente de él. Así todo, esto fue un obstáculo en la relación de ambos, de hecho, justo antes de la muerte de Gengis, padre e hijo casi se enzarzaron en una guerra civil debido a la negativa de Jochi a participar en unas campañas militares, ya que no estaba de acuerdo con haber recibido solamente cuatro mil soldados mongoles para crear su propio kanato. Su hijo, Batú, consiguió casi todos sus efectivos de las levas realizadas entre los pueblos túrquicos que derrotó, sobre todo cumanos (kipchakos). Batú fue crucial para asentar la casa de su tío Ogodei en favor de la casa de Tolui, su otro tío.
Tras la muerte de Jochi y de Gengis, las tierras del primero se dividieron entre Batú y su hermano mayor, Orda. La Horda Blanca de Orda gobernó los territorios entre el río Volga y el lago Baljash, mientras que a la Horda Azul de Batú le correspondió el oeste del Volga.
Cuando Batú y su hijo Sartak murieron, el hermano de Batú, Berke, heredó la Horda Azul. Berke fue un líder capacitado y de hecho consolidó tanto la Horda Azul como la Blanca y las integró en la Dorada, aunque la línea dinástica de Orda sobrevivió muchos años.
Berke no estaba por la labor de unirse a sus primos de la familia mongola, como se pudo ver al declarar la guerra a Hulagu Kan, aunque oficialmente reconoció al Kanato de China como su superior, al menos en teoría. De hecho, Berke ya era un gobernante independiente. Afortunadamente para Europa, Berke no compartía los intereses de Batú: él mismo había jurado conquistar todo lo que encontrara hasta el «Gran Mar», el Atlántico. Ya estaba preparándose para realizar esta inmensa campaña, con la invasión invernal de Alemania y Austria ya comenzada, cuando se enteró de la muerte del gran kan Ogodei y, como tenía posibilidades de sucederlo como príncipe de sangre que era, se vio obligado a regresar a Mongolia y posponer su invasión europea. Subotai, el más grande de los generales mongoles, le acompañó, muriendo en Mongolia en 1248, sin haber tenido la oportunidad de finalizar su obra al mando de su señor.

## La invasión de la Rus de Kiev
En 1235, Batú, que había dirigido anteriormente la conquista de Crimea, fue elegido para reconocer el terreno y comenzar a invasión de Europa con un ejército de aproximadamente 120 000 efectivos, aunque el historiador sueco Carl Fredrik Sverdrup rebaja el número a 37 000 a 43 000 hombres: a los 4000 soldados que enviaron con Subotai para acabar con los búlgaros en 1232, se sumaron 6000 reclutas de la región de Aral y 10 000 a 16 000 guardias reales mongoles y 17 000 soldados de otras etnias, totalizando alrededor de 40 000 guerreros.
Las hordas mongolas de arqueros a caballo a las órdenes de Batú Kan y Subotai, cruzaron el río Volga e invadieron la Bulgaria del Volga en el otoño de 1236. Les tomó un año extinguir la resistencia de los búlgaros de Volga, cumanos y alanos.
En noviembre de 1237, Batú Kan envió a sus embajadores a la corte de Yuri II de Vladímir para exigir su sometimiento. Un mes más adelante, los mongoles sitiaron antigua ciudad de Riazán, que después de seis días de sangrientos combates fue aniquilada totalmente, y nunca fue reconstruida. Alarmado por las noticias, Yuri II envió a sus hijos para detener a los invasores, pero fueron derrotados. Habiendo arrasado e incendiado Kolomna y Moscú, la horda puso sitio a Vladímir el 4 de febrero de 1238. Tres días después, la capital del principado de Vladímir-Súzdal fue tomada y quemada. La familia real pereció en el incendio mientras que el gran príncipe se retiró céleremente hacia el norte, cruzó el Volga y reclutó un nuevo ejército que fue totalmente exterminado por los mongoles en la batalla del río Sit el 4 de marzo de 1238. 
Ahí Batú Kan dividió a su ejército en unidades más pequeñas, que atacaron catorce ciudades de la Rus de Kiev: Rostov, Úglich, Kostromá, Kashin, Ksniatin, Gorodéts, Gálich, Pereslavl-Zaleski, Yúriyev-Polski, Dmítrov, Volokolamsk, Tver y Torzhok. La más difícil de tomar fue la pequeña ciudad de Kozelsk, en la que un muchacho, el príncipe Vasili, hijo de Titus, resistió al frente de sus habitantes durante siete semanas, matando a 4000 mongoles. Según una leyenda, al conocer que se aproximaban los invasores, la ciudad de Kítezh se sumergió en un lago con todos sus habitantes, donde aún hoy en día se los puede ver (véase La ciudad invisible de Kítezh). Las únicas ciudades de importancia que escaparon a la destrucción fueron Smolensk, que muy sabiamente se sometió a los mongoles y accedió a pagar tributos, y Nóvgorod y Pskov, que no pudieron ser alcanzadas por los mongoles debido a la lejanía y al frío invernal. Refugiados de Rus meridional huyeron al noreste, a la región boscosa situada entre el Volga y el Oká.

## La invasión de Europa Central
Batú Kan decidió entonces «alcanzar el último mar», donde los mongoles ya no podrían avanzar más. Algunos historiadores modernos especulan con el hecho de que pretendiera en un principio o bien asegurar sus flancos para que en el futuro los europeos no pudieran interferir, o bien realizar una avanzada para una ulterior conquista del continente. La mayoría cree que pretendía conquistarlo tan pronto como hubiera asegurado esos flancos y tuviera sus fuerzas listas. Los mongoles invadieron Europa Central en tres grupos: el primero tomó Polonia, derrotando a los ejércitos combinados de Enrique II el Piadoso, del Ducado de Silesia, y del Gran Maestre de la Orden Teutónica en Legnica; el segundo cruzó los Cárpatos y el tercero siguió hasta el Danubio. Los ejércitos se reagruparon y destruyeron Hungría en 1241, derrotando a las huestes de Béla IV de Hungría en la batalla de Mohi el día 11 de abril. Durante ese verano siguieron arrasando las llanuras húngaras y ya en la primavera de 1242 cogieron nuevas fuerzas, extendiendo su control sobre Austria y Dalmacia, además de invadir Bohemia.
La campaña europea fue planeada y llevada a cabo por Subotai, bajo el mando nominal de Batú, quien era lo suficientemente inteligente como para apartarse y dejar que uno de los generales más grandes de la historia hiciera su trabajo. Subotai quizá fue aquí que consiguió su reconocida fama posterior. Habiendo devastado varios principados rusos, envió espías a Polonia, Hungría y la lejana Austria para preparar los ataques al corazón de Europa. Cuando tuvo una visión clara de los reinos europeos preparó con brillantez la conquista, en teoría encabezada por Batú Kan, y otros dos príncipes de sangre: Batú era el líder absoluto, pero el verdadero comandante de las tropas fue Subotai, y, como tal, estuvo presente en las campañas del norte y del sur contra Rusia y lideró la columna central que entró en Hungría. Mientras que las fuerzas del norte de Kaidu ganaban la Batalla de Legnica y el ejército de Kadan triunfaba en Transilvania, Subotai esperaba por ellos en la llanura húngara. El nuevo ejército reunificado se retiró entonces al río Sajó, donde infligieron una tremenda derrota al rey Béla IV en la batalla de Mohi. Subotai fue el cerebro de la operación, que se destacó como una de sus victorias más aplastantes.

## Virrey y lucha con Güyük
Retirándose de Hungría, Batú estableció sus campamentos a lo largo de las orillas del Volga. Cuando la Gran Khatun Töregene le invitó a elegir al próximo Emperador del Imperio Mongol, Batú anunció su incapacidad para asistir a cualquier kurultai inmediato, retrasando así la sucesión durante varios años. Finalmente, Güyük fue elegido Khagan en 1246, con los hermanos de Batú como representantes del linaje Jochid. Como uno de los miembros más antiguos del chingismo Borjigin, Batú se convirtió en virrey de todas las partes occidentales del imperio, controlando los asuntos rutinarios entre los príncipes rusos, nombrando gobernadores de Irán a los criados de Jochid y recibiendo en audiencia a los grandes del Cáucaso. Sin embargo, en ningún momento desafió abiertamente la autoridad del Gran Kan.
Durante la ausencia de Batú, los mongoles que quedaron atrás dieron muerte a Mstislav I de Kiev, príncipe de Rylsk, en la Rus de Kiev. A su regreso, Batú convocó al Gran príncipe Yaroslav II de Vladimir para que se reuniera con él. Yaroslav fue bien recibido por Batu, quien le confirmó como suzerain sobre los demás príncipes rusos y le otorgó la autoridad de Kiev. Los príncipes de Suzdal siguieron el ejemplo de Yaroslav. Batú envió a Yaroslav a la corte imperial de Karakorum para asistir a la toma de posesión de Güyük Khan en 1246. Plano Carpini, que obtuvo la aprobación de Batu para ir más lejos, observó que la tía del Gran Khan fue ejecutada. Al mismo tiempo Yaroslav fue envenenado en Mongolia.

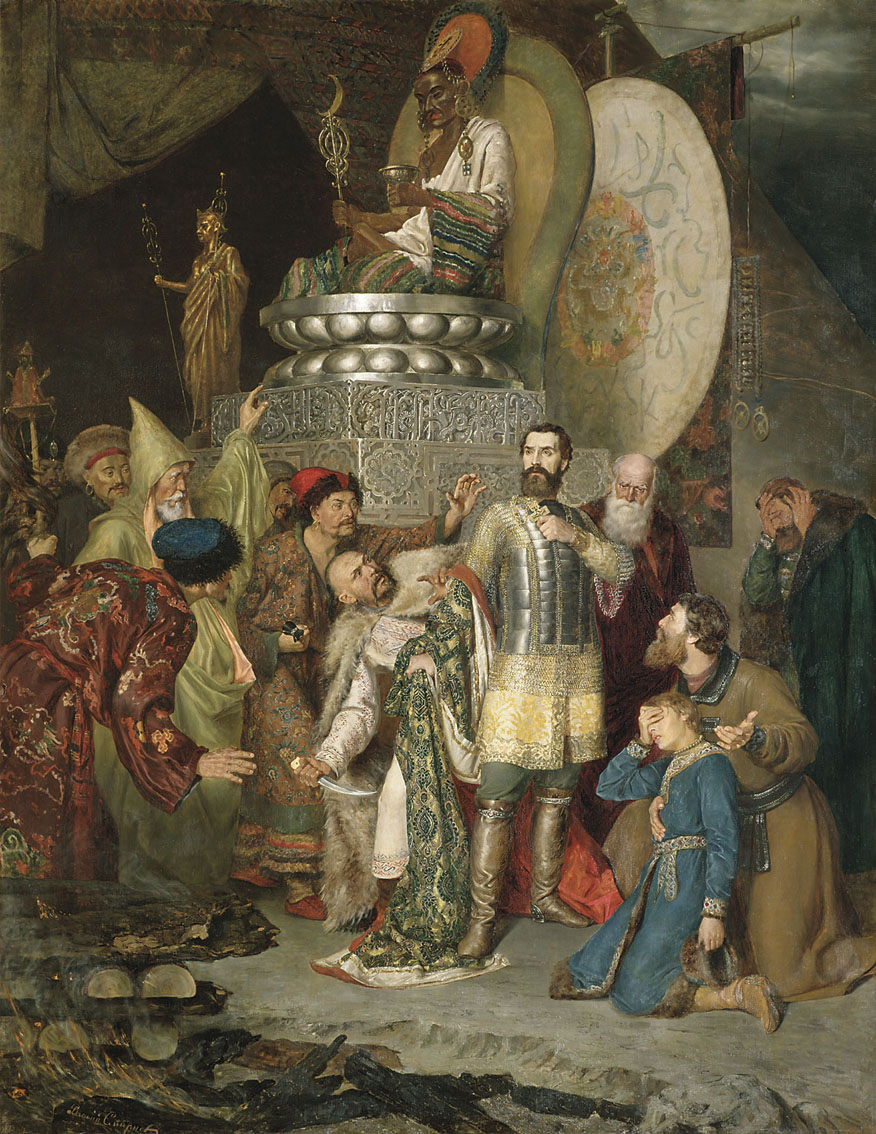
El príncipe Miguel de Chernigov fue pasado entre fuegos según la antigua tradición turco-mongola. Batú Khan lo apuñaló hasta la muerte por su negativa a rendir pleitesía al santuario de Gengis Khan en el ritual pagano.

Batú tenía comisarios en las distintas ciudades donde los príncipes rusos dependientes y otros príncipes celebraban sus cortes. Los príncipes de los estados rusos, como Vladimir Constantino, Boris, Gleb, Vasili, Constatantino, Vladimir Constantinovich, Vasil'ko y Sviatoslav Vsevolodovich de Vladimir, acudían en persona a la corte de Batú. Cuando llegó Miguel de Chernigov, que había asesinado al enviado mongol en Kiev, los supervisores mongoles se dedicaban a censar a los habitantes para el impuesto de capitación. Miguel recibió la orden de dirigirse a reunirse con Batú. Cuando fue convocado ante Batú, le hicieron pasar entre dos fuegos y le ordenaron postrarse ante las tablas de Gengis Kan. Miguel replicó que no se oponía a rendir pleitesía al propio Batú, pero que adorar imágenes de un muerto le repugnaba. Como persistió en su negativa, Batú ordenó su muerte.
Daniel de Galitzia convocó a Batú y diplomáticamente hizo reverencia a los mongoles. Batú, dirigiéndose a él, dijo: "Durante mucho tiempo te has negado a venir, pero has borrado tu mala conducta con tu obediencia" y le saludó con un trago de airag. Intercambiaron rehenes por lo que 100 familias de queraítas fueron reasentadas en Cárpatos-Galicia. Tras la derrota del Sultanato de Rum, Baiju liberó a David VII Ulu del encarcelamiento de turcos y lo envió a Batú y Güyük. Temiendo la política agresiva de Baiju, la Reina Rusudan del Reino de Georgia envió a su hijo David VI Narin a la corte de Batu para obtener el reconocimiento oficial como heredero. Batú apoyó a David VI y le concedió los derechos por encima de los nobles de Georgia y Armenia y los tammachis mongoles. Pero Güyük hizo David Ulu el rey mayor de Georgia y ordenó a David Narin, protegido de Batú, estar subordinado a David Ulu.

## El final
Para muchos historiadores, fue la muerte del segundo Gran Kan, Ogodei, lo que salvó al resto del continente de una posterior destrucción. Si Ogodei no hubiera fallecido aquel año, Batú y Subotai habrían seguido adelante con la invasión primero de Austria, destruyendo Viena, los principados alemanes y luego Italia. Es aquí que se podría haber contemplado una batalla real entre los caballeros europeos contra las hordas mongolas. Como antecedente se tiene el desastre de los Caballeros Templarios y Teutónicos en Legnica y la fortuita victoria mongola en la Batalla de Mohi, la cual hizo que Hungría se fortificara con 80 castillos y detener los siguientes intentos de invasión mongola a manos de Nogai Kan en 1284.
Batú era un posible Gran Kan y, al ver que no lo consiguió, se volcó en consolidar sus conquistas de Asia y los Urales. El hecho de no tener a Subotai consigo al regresar, ya que había muerto en Mongolia en 1248, y la animosidad entre él y Kuyuk Kan hicieron cualquier intento de invasión de Europa prácticamente imposible. Se vio en la necesidad de mantener sus tropas preparadas en caso de un ataque del este, ya que se habían deteriorado las relaciones entre los nietos de Gengis Kan, lo que provocó finalmente la caída del Imperio. Batú Kan estableció la capital de su kanato en Sarai, en el bajo Volga en 1242. Estaba planeando realizar nuevas campañas tras la muerte de Kuyuk (pretendía llevar a cabo los planes originales de Subotai de invadir Europa) pero murió en 1255 y el kanato pasó a manos de Sartaq, quien estaba en contra de la invasión y al morir, asume su tío Berke Kan. La Horda de Oro gobernó Rusia directamente o teniendo estados vasallos, como Nóvgorod, durante 130 años. 
Afortunadamente para Europa, Berke Kan no compartía el interés de Batú, ya que estaba más interesado en luchar contra sus primos, especialmente contra Hulagu, a quien odiaba por haber destruido Bagdad. Para Berke, devoto musulmán, lo que había hecho su primo era despreciable. En 1262, cuando Hulagu se preparaba para tomar Egipto en venganza por la derrota de su ejército (en su ausencia) en la batalla de Ain Yalut, Berke cogió algunas partidas de saqueo cumanas y devastó tierras que se consideraban parte del Ilkanato. Encolerizado, Hulagu reunió a sus ejércitos y marchó al norte, pero sufrió una gran derrota en la fallida invasión del Cáucaso en 1263, después de que Berke Kan le hubiera llevado lejos de Tierra Santa.
El Kanato Cumano fue conocido en Rusia y Europa como la Zolotaya Ordá u Horda de Oro, según algunos porque el dorado era el color de la tienda del kan. Horda proviene de la palabra mongola orda/ordu o «campamento», mientras que el apelativo «de oro«» se piensa que tenía un significado similar a «Real» o «de la realeza». El Campamento Real de Todos los Kanatos, por lo tanto, fue el que más duró. Mucho después de que la Dinastía Yuan hubiera sido destruida en China y de que el Ilkanato de Oriente Medio hubiera caído, los descendientes de Batú Kan continuaron mandando en las estepas. Rusia no llegó a conquistar su libertad hasta el Gran encuentro del río Ugrá, dos siglos después. Sin embargo, por ironías de la historia, mientras tuvieron a los rusos bajo su yugo y pudiendo haber hecho lo mismo con Europa entera, salvaron la Tierra Santa al aliarse con el Sultanato Mameluco evitando que Hulagu Kan pudiera usar todo su poderoso ejército contra estos.

## Familia y legado
Batu Khan medía aproximadamente 1,70 m (cinco pies y siete pulgadas) de alto y tuvo al menos cuatro hijos:
- Sartaq, kan de la Horda Dorada de 1255 a 1256, hijo de Batu Khan y Boraqchin
- Toqoqan[8]
- Andewan
- Ulagchi - probablemente el hijo de Sartaq, a menudo llamado Ju Lai (Dzhulaibek)

La madre de Batu, Ukhaa ujin, pertenecía al clan mongol Onggirat.
Cuando Batu y su hijo Sartaq murieron, después de una breve regencia de Boraqchin por Ulagchi, el hermano de Batu, Berke, heredó la Horda de Oro. Berke no estaba dispuesto a unirse con sus primos de la familia mongol, por lo que hizo la guerra a Hulagu Khan, aunque Berke reconoció oficialmente a Möngke y al Imperio del Gran Khan como sus señores supremos. De hecho, Berke era entonces un gobernante independiente. Berke no compartió el interés de Batu en conquistarlo, sin embargo, exigió la sumisión del rey húngaro Béla IV y envió a su general Borolday a Lituania y Polonia.
El Kanato de Kipchak era conocido en Rusia y Europa como la Horda de Oro (Zolotaya Orda), según algunos, debido al color dorado de la tienda del Khan. "Horda" proviene de la palabra mongol "orda/ordu" o campamento. Se cree que "de Oro" tenía un significado similar a "real" (Campamento Real). De todos los kanatos, la Horda de Oro gobernó durante más tiempo. Mucho después de la expulsión de la dinastía Yuan de China a Mongolia y de la caída del Ilkanato en Oriente Medio, los descendientes de Batu Khan continuaron gobernando las estepas de lo que hoy es Ucrania, Rusia y Kazajistán. El linaje de Batu gobernó Jochid Ulus hasta 1360, un siglo después de la muerte de Berke en 1264. Posteriormente, los descendientes de sus hermanos, Orda y Tuqatimur, tomaron el trono de la Horda de Oro.